# Lijst van treincategorieën in België
Treincategorieën België bevat een lijst met de treincategorieën die in België voorkomen.

## Nationaal vervoer
InterCity- of IC-treinen stoppen in principe in elk groot station. Uitzonderlijk slaan bepaalde verbindingen middelgrote stations over of stoppen ze tussen steden.
Op elke Belgische IC-verbinding rijdt er op werkdagen één trein per uur per richting.
Lokale of L-treinen stoppen in (bijna) alle stations.
"S-trein" is sinds 13 december 2015 de benaming voor L-treinen die deel uitmaken van het voorstedelijke net van Brussel, Gent, Antwerpen, Charleroi en Luik.
Deze treinen rijden op lijnen die een nummer dragen, zoals lijnnummer 36 tussen Brussel en Leuven. Op deze lijnen rijden treinen van meerdere categorieën. De NMBS publiceert haar dienstregelingen zowel voor lijnen als voor IC-treinen.
Er zijn 37 IC-verbindingen, 22 L-verbindingen en 27 S-verbindingen in België.

### InterCity (IC)
| Verbinding | Treinserie   | Route                                                                                         | Materieel                                            | Opmerkingen |
| ---------- | ------------ | --------------------------------------------------------------------------------------------- | ---------------------------------------------------- | --- |
| IC 01      | 500          | Oostende - Brugge - Gent - Brussel - Luik - Eupen                                             | HLE 18 + M7/I6/I10/I11/M6                            | Rijdt via HSL 2                                                                                                 |
| IC 02      | 1800         | Oostende - Brugge - Gent - Sint-Niklaas - Antwerpen-Centraal                                  | HLE 18 + M6 of MS08 of MS80                          | |
| IC 03      | 1500         | (Genk -) Hasselt - Landen - Leuven - Brussel - Gent - Brugge - Blankenberge                   | M7 of M7 + M6                                        | Rijdt in de spits en in het weekend verder naar Genk                                                            |
| IC 04      | 700 en 19700 | Antwerpen-Centraal - Gent-Sint-Pieters - Kortrijk - Poperinge / Rijsel (F)                    | MS96                                                 | Wordt gesplitst in Kortrijk; Kortrijk - Moeskroen - Rijsel is 19700, TER K80 vanaf Tourcoing (f)                |
| IC 05      | 4500         | Antwerpen-Centraal - Mechelen - Brussel - Nijvel - Charleroi-Centraal                         | HLE 18 + M6, MS75 of MS08                            | Rijdt in Antwerpen-Centraal verder als S35 naar Noorderkempen, rijdt niet in het weekend.                       |
| IC 06      | 1900         | Doornik - Aat - Edingen - Brussel - Brussels Airport-Zaventem                                 | HLE 18 + M6, MS80, MS96, MS08 of HLE 18/HLE 27 + M4  | |
| IC 06A     | 3700         | Brussels Airport-Zaventem - Brussel - 's-Gravenbrakel - Bergen                                | HLE 18 + M6, MS80, MS96, MS08 of HLE 18/HLE 27 + M4  | |
| IC 07      | 2000         | Essen - Antwerpen - Mechelen - Brussel - Nijvel - Charleroi-Centraal                          | HLE 18 + M6, MS75 of MS08                            | Rijdt niet in het weekend                                                                                       |
| IC 08      | 2600         | Antwerpen - Mechelen - Brussels Airport - Leuven - Hasselt (- Tongeren)                       | MS96                                                 | Rijdt in de spits verder naar Tongeren. Stopt in het weekend in Wezemaal, Langdorp, Testelt, Zichem en Schulen. |
| IC 09      | 2900         | Antwerpen-Centraal - Lier - Aarschot - Leuven                                                 | MS80 of MS08                                         | Rijdt in het weekend Antwerpen-Centraal - Luik-Guillemins en stopt niet in Wezemaal en Leuven                   |
| IC 10      | 4300         | Antwerpen-Centraal - Lier - Herentals - Mol - Hamont / Hasselt                                | MW41, MS08 of MS80                                   | Wordt gesplist in Mol                                                                                           |
| IC 11      | 3400         | Binche - La Louvière - 's-Gravenbrakel - Brussel - Mechelen - Turnhout                        | HLE 18 + M6, MS75 of MS08                            | Rijdt in het weekend Binche - Schaarbeek                                                                        |
| IC 12      | 400          | Kortrijk - Gent - Brussel - Leuven - Luik - Welkenraedt                                       | HLE 18 + I11/M6, HLE 21 + M4, MS80 of MS08           | Rijdt via HSL 2, rijdt niet in het weekend                                                                      |
| IC 13      | 5100         | Kortrijk - Zottegem - Denderleeuw - Brussel - Schaarbeek                                      | HLE 21/HLE 27 + M5, M7 + M4, MS80 of M7              | Rijdt niet in het weekend                                                                                       |
| IC 14      | 1700         | Quiévrain - Bergen - 's-Gravenbrakel - Brussel - Aarschot - Hasselt - Tongeren                | M7 + M6 of M7                                        | Rijdt niet in het weekend                                                                                       |
| IC 15      | 4900         | Antwerpen-Centraal - Lier - Diest - Hasselt                                                   | HLE 27 + M4/M5, HLE 19 + M6 of MS80                  | |
| IC 16/34   | 2100 en 4600 | Brussel - Namen - Aarlen - Luxemburg (L)                                                      | HLE 13 + M6/I6/I10/I11, HLE 18 + M6, MS96 of M7 + M6 | |
| IC 17      | 2500         | Brussels Airport - Bordet - Brussel-Schuman - Ottignies - Namen - Dinant                      | MS08                                                 | Gekoppeld aan S19 in Airport, rijdt in het weekend vanaf Brussel-Zuid in plaats van Airport                     |
| IC 18      | 2400         | (Doornik -) Brussel - Ottignies - Namen - Hoei - Luik-Guillemins - Luik-Sint-Lambertus        | HLE 18 + M6, HLE 21 + M4, MS80, MS96 of MS08         | Rijdt niet in het weekend, rijdt in de spits verder naar Doornik                                                |
| IC 19      | 900 en 19900 | Rijsel (F) - Doornik - Bergen - Charleroi-Centraal - Namen                                    | MS96                                                 | Rijdt in het weekend Rijsel - Doornik, in piekuur ook (gesplitst) van/naar Moeskroen                            |
| IC 20      | 2200         | Gent-Sint-Pieters - Aalst - Brussel - Brussels Airport-Zaventem                               | HLE 18/19 + M6, MS80 of MS96                         | |
| IC 21      | 4100         | Gent-Sint-Pieters - Dendermonde - Mechelen - Leuven                                           | MS08 of MS80                                         | Rijdt in het weekend Mechelen - Leuven                                                                          |
| IC 22      | 3300         | Brussel-Zuid - Mechelen - Antwerpen-Centraal                                                  | HLE 18 + M6 of MS08                                  | Rijdt enkel in het weekend                                                                                      |
| IC 23      | 2300         | Oostende - Brugge - Kortrijk - Zottegem - Brussel - Brussels Airport-Zaventem                 | HLE 18 + M6 of MS80                                  | |
| IC 23A     | 2800         | Knokke - Brugge - Gent - Brussel - Leuven - Landen - Luik-Guillemins                          | M7                                                   | Rijdt in het weekend Knokke - Leuven                                                                            |
| IC 24      | 5700         | Charleroi-Centraal - Fleurus - Ottignies - Leuven                                             | MS08                                                 | |
| IC 25      | 3800         | Bergen - La Louvière-Zuid - Charleroi-Centraal - Namen - Luik - Herstal                       | MS96 of MS08                                         | Rijdt in het weekend Moeskroen - Liers                                                                          |
| IC 26      | 3200         | Kortrijk - Doornik - Aat - Edingen - Brussel - Dendermonde                                    | M7 of MS08                                           | Rijdt in het weekend Brussel-Zuid - Dendermonde                                                                 |
| IC 28      | 3000         | Antwerpen-Centraal - Sint-Niklaas - Gent - Lichtervelde - De Panne                            | MS80 of MS96                                         | Rijdt niet in het weekend, stopt in juli/augustus tijdens de week in Beervelde                                  |
| IC 29      | 3600         | Genk - Hasselt - Landen - Leuven - Brussel - Aalst - Gent                                     | M7, MS80 of MS96                                     | Rijdt in het weekend Brussel-Noord - De Panne                                                                   |
| IC 30      | 4200         | Turnhout - Herentals - Lier - Antwerpen-Centraal                                              | HLE 18 + M6, HLE 27 + M4, MS75 of MS08               | |
| IC 31      | 3100         | Brussel-Zuid - Mechelen - Antwerpen-Centraal                                                  | HLE 18 + M6, MS08 of MS75                            | Rijdt in het weekend verder naar Charleroi-Centraal                                                             |
| IC 32      | 800          | (Oostende -) Brugge - Lichtervelde - Kortrijk                                                 | MS80 of MS08                                         | Rijdt in het weekend 1×/2u., rijdt in de spits verder naar Oostende                                             |
| IC 33      | 5300         | Luik-Guillemins - Gouvy - Luxemburg (L)                                                       | MS08                                                 | Rijdt in het weekend 1×/2u. tussen Liers - Luxemburg                                                            |
| IC 35      | 9200         | Brussel - Brussels Airport-Zaventem - Antwerpen - Noorderkempen - Breda (NL) - Rotterdam (NL) | NS 186/HLE 28 + ICR of HLE 28 + I11                  | Beneluxtrein, EuroCity                                                                                          |

### Lokale treinen (L)

| Verbinding | Treinserie   | Route                                                            | Materieel                                    | Opmerkingen |
| ---------- | ------------ | ---------------------------------------------------------------- | -------------------------------------------- | --- |
| L 01       | 4950         | Namen - Luik-Guillemins                                          | Klassiek motorstel, MS80 of MS08             | Rijdt in het weekend 1×/2u. |
| L 02       | 550          | Zeebrugge-Dorp / Strand - Brugge - Gent - Dendermonde - Mechelen | MS08                                         | Rijdt enkel in juli en augustus in de week Zeebrugge-Strand - Mechelen. Rijdt in het weekend Zeebrugge-Strand - Gent-Sint-Pieters (niet tot Mechelen) |
| L 03       | 2450         | Leuven - Aarschot - Hasselt                                      | MS80 of MS08                                 | Rijdt niet in het weekend |
| L 04       | 4650         | Moeskroen - Doornik - Bergen - Quévy                             | Klassiek motorstel of MS08                   | Rijdt in het weekend Quiévrain - Bergen |
| L 05       | 4400         | Mol - Leopoldsburg - Beringen - Hasselt                          | MW41, MS08 of MS80                           | Rijdt op zondag 1×/2u. |
| L 08       | 6250         | Ottignies - Namen                                                | MS08                                         | Rijdt in het weekend 1×/2u. |
| L 09       | 6850         | Spa-Géronstère - Pepinster - Verviers-Centraal                   | MS08                                         | Rijdt in de spits verder naar Welkenraedt |
| L 10       | 6150         | Ciney - Marloie - Libramont                                      | MS08                                         | Rijdt dagelijks 1×/2u. |
| L 11       | 6050         | Namen - Dinant - Bertrix - Libramont                             | MS08                                         | Rijdt in het weekend 1×/2u. |
| L 12       | 5800 en 5900 | Aarlen - Luxemburg (L)                                           | HLE 13 + I6/I10/I11 of CFL 3000 + CFL Dosto  | Halfuurdienst, rijdt niet in weekend |
| L 13       | 5850 en 5950 | Aarlen - Libramont - Bertrix - Virton - Athus - Aarlen           | MS08                                         | 5850: Aarlen - Libramont (in het weekend 1×/2u.), 5950: Libramont - Virton - Aarlen (in het weekend 1×/2u.)                                           |
| L 15       | 5550         | Liers - Luik - Rivage - Marloie                                  | MS08, Klassiek motorstel of MS96             | Rijdt in het weekend 1×/2u. |
| L 16       | 5750         | Namen - Assesse - Ciney                                          | MS08                                         | Rijdt in het weekend 1×/2u. |
| L 19       | 4350         | La Louvière - 's-Gravenbrakel                                    | Klassiek motorstel of MS08                   | Rijdt niet in het weekend |
| L 23       | 2850         | Antwerpen-Centraal - Lier - Aarschot - Leuven                    | MS80 of MS08                                 | |
| L 26       | 4450         | Bergen - La Louvière-Zuid                                        | MS08                                         | Rijdt in het weekend 1×/2u. |
| L 27       | 2750         | Leuven - Mechelen - Puurs - Sint-Niklaas                         | MS80, MS08 of MS75                           | Rijdt in het weekend niet tussen Leuven en Mechelen                                                                                                   |
| L 28       | 850          | Kortrijk - Gent-Sint-Pieters - Dendermonde - Mechelen            | MS08                                         | Rijdt enkel in het weekend |
| L 29       | 4850         | Geraardsbergen - Jurbeke - Bergen - Quévy                        | MS08                                         | Rijdt in het weekend Geraardsbergen - Quévy |
| L 31       | 4050         | Jurbeke - 's-Gravenbrakel                                        | Klassiek motorstel                           | Rijdt niet in het weekend |
| L 36       | 1650         | Kortrijk - Oudenaarde - Zottegem                                 | MS80 of MS08                                 | Rijdt niet in het weekend |
| L          | 4700 en 5050 | Luxembourg (L) – Athus                                           | CFL 3000 of CFL 4000 + CFL Dosto of CFL 2200 | Halfuurdienst |

### S-trein
Vanaf 13 december 2015 werd het S-Netwerk rond Brussel ingevoerd als spoor-onderdeel van het Gewestelijk ExpresNet. Het S-netwerk bevat o.a. de L-verbindingen die al door Brussel reden. Verder zijn er twee nieuwe stations geopend: station Mouterij en station Thurn en Taxis. Alle verbindingen zullen gereden worden met de MS08-treinstellen. Het netwerk zou echter pas volledig operationeel zijn tegen 2025. Tot de ingebruikname van de Schuman-Josaphattunnel op 4 april 2016, waren S5 en S9 opgesplitst in een noordelijk en een zuidelijk traject.
Vanaf 3 september 2018 hebben ook Antwerpen, Charleroi, Gent en Luik een S-netwerk. Hierbij is er vooral gezorgd voor een betere aansluiting op de andere vormen van openbaar vervoer. Nieuwe infrastructuren waren er nauwelijks nodig om de netwerken tot stand te brengen. Antwerpen kreeg, naast de S1-trein, er drie andere verbindingen bij. Gent kreeg drie S-verbindingen en Charleroi en Luik elk vier. Deze zijn reeds bestaande L-treinen die werden omgedoopt tot S-trein.
| Verbinding | Treinserie          | Route                                                                              | Dienstregeling | Materieel | Opmerkingen |
| ---------- | ------------------- | ---------------------------------------------------------------------------------- | -------------- | --- | --- |
| S 1        | 1750 en 1950        | Nijvel - Brussel - Mechelen - Antwerpen                                            | 2×/u.          | MS08 | Op zondag 1×/u. in twee delen: Brussel-Noord - Nijvel en Brussel-Zuid - Antwerpen-Centraal |
| S 2        | 3650 en 3750        | 's-Gravenbrakel - Brussel - Leuven                                                 | 2×/u.          | MS08 | 1×/u. op zondag |
| S 3        | 2250                | (Denderleeuw -) Geraardsbergen - Brussel - Dendermonde                             | 1×/u.          | MS08 | Rijdt in het weekend en spits verder naar Denderleeuw |
| S 4        | 2150                | Aalst - Schuman - Vilvoorde - Mechelen                                             | 1×/u.          | MS08 | Rijdt niet in het weekend |
| S 5        | 3350 en 3550        | (Geraardsbergen -) Edingen - Schuman - Mechelen                                    | 2×/u.          | MS86 of MS08 | Rijdt in de spits verder naar Geraardsbergen, rijdt in het weekend 1×/u. tussen Halle - Mechelen |
| S 6        | 1550 7950 8970      | (Aalst -) Denderleeuw - Geraardsbergen -                                           | 1×/u.          | MS08 (serie 1550) MS86 (serie 7950) MW41 (serie 8970) \|Rijdt niet in het weekend Serie 7950 rijdt enkel tijdens de spits Serie 8970 rijdt enkel tijdens de spits en vanuit Aalst | |
| S 7        | 3450                | Halle - Arcaden - Vilvoorde                                                        | 1×/u.          | MS86 | Rijdt niet in het weekend |
| S 8        | 3950 5660 6350 6550 | Zottegem - Brussel - Ottignies - Louvain-la-Neuve                                  | 3×/u.          | MS08 | Serie 3950 rijdt op weekdagen tussen Zottegem en Louvain-la-Neuve. In het weekend rijdt deze niet. Serie 5660 rijdt op weekdagen niet. In het weekend wel tussen Ottignies en Louvain-la-Neuve. Serie 6350 rijdt heel de week door tussen Ottignies en Louvain-la-Neuve. Serie 6550 rijdt op weekdagen tussen Zottegem en Louvain-la-Neuve. In het weekend beperkt tussen Zottegem en Ottignies. |
| S 81       | 7650 8650           | Schaarbeek - Ottignies                                                             | Spits          | MS08 | Tijdens de ochtendspits (serie 7650), 3 ritten Ottignies - Schaarbeek, 1 rit Schaarbeek - Ottignies. Tijdens de avondspits (serie 8650), 2 ritten Schaarbeek - Ottignies. |
| S 9        | 3250                | Landen - Leuven - Schuman - Eigenbrakel - Nijvel                                   | 1×/u.          | MS86 | Rijdt niet in het weekend |
| S 10       | 2050 en 3850        | Dendermonde - Brussel-Zuid / Brussel-Zuid - Aalst                                  | 1×/u.          | MS08 | Verandert in Brussel-Zuid als S10 2050 naar Aalst of S10 3850 naar Dendermonde |
| S 19       | 4000                | Charleroi-Centraal - Nijvel - Brussel-Schuman - Bordet - Brussels Airport-Zaventem | 1×/u.          | MS08 | Rijdt in het weekend Nijvel - Eigenbrakel - Brussel-Schuman - Airport - Leuven |
| S 20       | 3050 en 6450        | Leuven - Ottignies                                                                 | 2×/u.          | MS08 | Rijdt in het weekend 1×/u. |
| S 32       | 2350 en 2550        | Puurs - Antwerpen - Essen (- Roosendaal (NL))                                      | 2×/u.          | MS08 (serie 2350) of MS75 (serie 2550) | Serie 2550 rijdt 1×/u. naar Roosendaal. Serie 2550 rijdt in het weekend 1×/u. Puurs - Roosendaal. Serie 2350 rijdt niet in het weekend |
| S 33       | 2950                | Antwerpen - Herentals - Mol                                                        | 1×/u.          | MS08, MS86 of MS75 | Rijdt niet in het weekend, rijdt in de spits tussen Herentals en Antwerpen / Lier |
| S 34       | 2650 en 1450        | Antwerpen - Sint-Niklaas - Lokeren - Dendermonde                                   | 2×/u.          | MS08 | Tijdelijk beperkt tot Antwerpen-Berchem vanwege de renovatie van Antwerpen-Centraal |
| S 35       | 6750                | Antwerpen - Noorderkempen                                                          | 1×/u.          | HLE 19 + M6 | Rijdt niet in het weekend. |
| S 41       | 5050                | Luik-Sint-Lambertus - Angleur - Verviers-Centraal - Aachen Hauptbahnhof            | 1×/u.          | HLE 18 met I11 | |
| S 41       | 5350                | Hasselt - Luik-Guillemins - Verviers-Centraal                                      | 1×/u.          | MS80 | Rijdt niet in het weekend. |
| S 42       | 5450                | Liers - Luik - Seraing - Flémalle-Haute                                            | 1×/u.          | Klassiek motorstel, MS08 of MS80 | |
| S 43       | 16900               | Luik-Guillemins - Maastricht (NL) - Aachen Hbf (D)                                 | 1x/u.          | FLIRT | Drielandentrein van Arriva, rijdt tussen Luik en Maastricht onder verantwoordelijkheid van NMBS en met NMBS-personeel. |
| S 44       | 5150                | (Landen -) Borgworm - Luik-Guillemins - Visé                                       | 1×/u.          | MS80 of MS08 | Rijdt tijdens de spits en in het weekend Landen - Luik-Guillemins |
| S 51       | 750                 | Ronse - Oudenaarde - Gent - Eeklo                                                  | 1×/u.          | MW41 | Rijdt op zondag 1×/2u. |
| S 52       | 1850                | Gent - Zottegem - Geraardsbergen                                                   | 1×/u.          | MW41 | |
| S 53       | 650                 | (Ronse -) Oudenaarde - Gent - Lokeren                                              | 1×/u.          | MS08 of MW41 | Rijdt niet tijdens de week in juli/augustus, rijdt in de spits tot Ronse, rijdt in het weekend enkel tussen Gent en Lokeren |
| S 61       | 4550 en 4150        | Waver - Ottignies - Fleurus - Charleroi - Namen - Jambes                           | 2×/u.          | Klassiek motorstel, MS08 of MS75 | Rijdt 1×/u. tussen Charleroi - Jambes. Rijdt in het weekend 1×/u. tussen Waver - Jambes. |
| S 62       | 4250                | Charleroi - La Louvière - Manage - Luttre                                          | 1×/u.          | Klassiek motorstel, MS75, MS08 of MW41 | Rijdt in het weekend 1×/2u. Charleroi - La Louvière - Manage - Luttre - Charleroi |
| S 63       | 19800               | Charleroi - Erquelinnes - Maubeuge (F)                                             | 1×/u.          | Klassiek motorstel, MW41, MS08 of MS96 | Rijdt 1×/2u. tussen Erquelinnes en Maubeuge. Rijdt in het weekend 1×/2u. |
| S 64       | 3900                | Charleroi - Couvin                                                                 | 1×/u.          | MW41 | Rijdt in het weekend 1×/2u. |

### Aanvullende diensten
- P - Piekuurtrein - Trein die alleen tijdens momenten met piekvraag rijdt, het aantal haltes is verschillend per trein; in de praktijk zijn P-treinen treinen die het reguliere aanbod aanvullen. Hun treinserienummer is 7xxx bij een vertrekuur voor 14.00 uur en 8xxx bij een vertrekuur vanaf 14.00 uur. Het gebruikte materieel is uiteenlopend. In veel gevallen worden M4-rijtuigen met (oudere) locomotieven gebruikt, of klassieke motorstellen.
- EXP - Kust Express - rechtstreekse treinen naar de kust zonder veel tussenstops. In 2021 met reservatie (zonder groot succes), in 2022 zonder reservatie.[2]
- ICT of T - Toeristentrein - Trein die rijdt op ogenblikken met piekvraag naar toeristische bestemmingen. Het aantal haltes is verschillend per trein. Het materieel is uiteenlopend.
- EXT - Deze extra treinen worden ingezet bij grootschalige evenementen als een festival of een concert, zoals Rock Werchter of Pukkelpop. De treinen rijden dan een eind voor de aanvang en na het einde van het evenement. Extra treinen worden ook ingezet om een (deel van een) traject op te vangen in geval van een opgeheven trein.
- CHA - Chartertrein - Dit zijn treinen die de NMBS rijdt in opdracht van een externe organisatie. Een voorbeeld is de Luxembourg– Blankenberge Express.[3]

## Internationaal vervoer
- TGV - Franse hogesnelheidstrein tussen Brussel en Strasbourg (via Rijsel, CDG Paris Airport, Champagne-Ardenne TGV en Lorraine TGV), Tussen Brussel en Marseille | Nice | Montpellier (Via Rijsel, CDG Paris Airport, Disneyland Paris, Lyon, Valence, Avignon, Toulon, Cannes en Nîmes), tussen Brussel en Nantes (Via Rijsel, CDG Paris Airport, Disneyland Paris, Massy Paris, Le Mans, Angers st Laud), tussen Brussel en Rennes (Via Rijsel, Haute Picardië, CDG Paris Airport, Disneyland Paris, Massy Paris, Le Mans, Laval)
- ICE - Duitse hogesnelheidstrein naar Frankfurt via Aken, Keulen en Frankfurt Luchthaven.
- Eurostar - Hogesnelheidstreinen van Brussel naar Londen, Paris Nord, Amsterdam of Keulen
- INT - Klassieke internationale L- of IC-treinen: Luxemburg (Luik - Luxemburg; Aarlen - Luxemburg), Nederland (Luik - Maastricht; Antwerpen - Roosendaal; Brussel - Rotterdam, Brussel - Amsterdam Zuid - Lelystad), Frankrijk (Luik - Rijsel; Antwerpen - Rijsel; Charleroi - Maubeuge), Duitsland (Luik - Aken)

## Voormalige categorieën
- IZY - Lowcosthogesnelheidstrein van Thalys tussen Brussel en Parijs, tot 2022

## Historische routes
Tot 2014 werd de basisdienst uitgevoerd door middel van een drie-treinensysteem. IC-treinen stopten enkel in de allerbelangrijkste stations (de steden), terwijl de IR-treinen ook in de grotere stations in de landelijke gebieden tussen de steden stopten. Met de invoering van het nieuwe vervoersplan van de NMBS in december 2014, werden de IR-treinen geschrapt. Ze werden vervangen door ofwel IC- ofwel L-treinen.
Met de invoering van het vervoersplan van december 2014 is de NMBS overgestapt op een twee-treinensysteem. In Nederland werd er in 1988 een drie-treinensysteem voorgesteld in navolging van het Belgische IC/IR/L-systeem, maar dit werd nooit uitgevoerd. De voorgestelde IR-treinen rijden nu als IC-treinen. Tot 2002 had Duitsland een vijf-treinensysteem (ICE/IC/IR/RE/RB), maar de IR-treinen werden ook daar geschrapt in 2002. In België kan een IC-dienst op deeltrajecten als stoptrein rijden. Bovendien is het niet zo dat in een IC-station alle IC-diensten hoeven te stoppen. In de praktijk zijn er bijvoorbeeld tussen Antwerpen en Brussel IC's die weinig stoppen en IC-diensten die op meer plaatsen stoppen. Daarnaast zijn er de stoptreinen die overal stoppen. Feitelijk werd het drie-treinensysteem grotendeels behouden.

### Oorspronkelijk IC/IR-plan (1984)
Sinds de introductie van het IC/IR-plan in 1984 zijn er aanpassingen in de routes geweest. Oorspronkelijk was er geen verschil tussen de weekend- en werkdagroutes. Hier een overzicht de toenmalige routes (13 IC's, 14 IR's):
- IC A: Brussel - Mechelen - Antwerpen - Rotterdam (NL) - Amsterdam (NL) (Benelux, nu IC-35)
- IC B: Oostende - Brugge - Gent - Brussel - Luik - Eupen/Keulen (nu IC-1)
- IC C: Antwerpen - Gent - Kortrijk - Moeskroen (- Lille) (nu IC-4)
- IC D: Antwerpen - Lier - Diest - Hasselt (nu IC-15)
- IC E: Roosendaal - Antwerpen - Gent - Brugge - Oostende (nu IC-2)
- IC F: Blankenberge/Knokke - Brugge - Gent - Brussel - Leuven - Landen - Genk/Maastricht (nu IC-3)
- IC G: Oostende - Brugge - Kortrijk - Denderleeuw - Brussel
- IC H: Gent - Aalst - Denderleeuw - Brussel - Namen - Dinant
- IC I: Schaarbeek - Brussel - Halle - Bergen - Saint-Ghislain
- IC J: Moeskroen - Doornik - Bergen - La Louvière-Zuid - Charleroi - Namen - Luik - Herstal
- IC K: Antwerpen - Mechelen - Brussel - Nijvel - Charleroi (nu IC-7)
- IC L: Brussel - Ottignies - Namen - Aarlen (- Luxemburg (L)) (nu IC-16)
- IC M: Lille - Doornik - Aat - Brussel - Schaarbeek (nu IC-6)
- IR a: Antwerpen - Mechelen - Brussel - Nijvel - Charleroi
- IR b: Antwerpen - Mechelen - Brussel - Halle - Geraardsbergen/Doornik
- IR c: Antwerpen - Lier - Aarschot - Leuven - Landen
- IR d: Antwerpen - Lier - Herentals - Mol - Neerpelt (nu IC-10)
- IR e: Eeklo - Gent - Oudenaarde - Ronse (- Leuze) (nu L-5)
- IR f: Turnhout - Herentals - Lier - Mechelen - Dendermonde - Gent - Kortrijk - Poperinge
- IR h: Lokeren - Dendermonde - Brussel - Denderleeuw - Aalst - Gent
- IR i: De Panne - Gent - Zottegem - Geraardsbergen
- IR k: Sint-Niklaas - Mechelen - Leuven (nu L-27)
- IR l: Leuven - Aarschot - Hasselt (nu L-3)
- IR m: Charleroi - Namen - Luik - Liers
- IR n: Doornik - Bergen - La Louvière-Centrum - Manage - Luttre - Charleroi
- IR o: Brussel - Halle - 's Gravenbrakel - La Louvière-Centrum - La Louvière-Zuid - Binche
- IR p: Luik - Gouvy - Luxemburg (L) (nu IC-33)

### IC/IR/L-treinen vóór de hervorming van 2014
- IC: InterCity – exprestrein die alleen op de allerbelangrijkste stations stopt, iedere InterCity-verbinding wordt aangeduid met een hoofdletter.
- IR: InterRegio – exprestrein die op de belangrijkere stations stopt, iedere InterRegio-verbinding wordt aangeduid met een kleine letter.
- L: Lokale trein – stopt op (bijna) alle stations, inclusief CityRail-treinen (CR), de voorlopers van de S-treinen tot 2014.

#### InterCity (IC)
| Verbinding | Treinserie | Route | Materieel                                                                      | Opmerkingen |
| ---------- | ---------- | --- | ------------------------------------------------------------------------------ | --- |
| IC A       | 500        | Oostende - Brugge - Gent - Brussel - Luik - Eupen                                                                           | HLE 18 + I11 of MS96 of M6                                                     | Rijdt tussen Leuven en Luik via HSL 2. De treinnummers 522 en 527 worden gereden door MS96, via spoorlijn 36.                                                     |
| IC C       | 700/800    | Antwerpen - Sint-Niklaas - Gent / Oostende - Brugge - Kortrijk - Moeskroen - Rijsel                                         | MS96 of M4                                                                     | |
| IC D       | 900        | Rijsel - Namen - Luik - Herstal                                                                                             | MS96 - 400-reeks                                                               | |
| IC E       | 1500       | Tongeren - Hasselt - Leuven - Brussel - Gent - Brugge - Knokke / Blankenberge                                               | M6 of MS96                                                                     | Rijdt in het weekend niet tussen Tongeren en Leuven, maar wel tussen Luik/Genk en Leuven                                                                          |
| IC F       | 1700       | Saint-Ghislain - Bergen - Brussel - Luik                                                                                    | HLE 21 of HLE 27 + M4, MS80, HLE18 of HLE 27 + M6, MS96, of klassiek motorstel | Rijdt niet in het weekend |
| IC G       | 1800       | Oostende - Brugge - Gent - Sint-Niklaas - Antwerpen                                                                         | M6 of MS96 of HLE 18 + I11 of MS08                                             | |
| IC H       | 1900       | Moeskroen - Aat - Schaarbeek                                                                                                | HLE 21 + M4                                                                    | |
| IC I       | 2000       | Charleroi - Brussel - Antwerpen                                                                                             | M6, MS75, klassiek motorstel, MS08 of MS96                                     | |
| IC J       | 2100       | Brussel - Namen - Luxemburg                                                                                                 | M6 of MS96                                                                     | Een slag wordt gereden door de internationale trein Brussel Bazel met TER Alsace-materieel.                                                                       |
| IC K       | 2200       | Gent - Aalst - Brussel - Landen - Genk                                                                                      | M6, MS80 of MS96                                                               | Rijdt niet in het weekend |
| IC L       | 2300       | Poperinge - Kortrijk - Brussel - Dendermonde - Lokeren - Sint-Niklaas                                                       | MS96, M6 of MS08                                                               | Rijdt in het weekend niet tussen Lokeren en Sint-Niklaas |
| IC M       | 2400       | Brussel - Namen - Dinant / Liers                                                                                            | MS80 of M6                                                                     | Rijdt in het weekend niet tussen Namen en Liers |
| IC N       | 4500       | Charleroi - Brussel - Antwerpen - Essen                                                                                     | M6, MS75, klassiek motorstel, MS08 of MS96                                     | Rijdt niet in het weekend |
| IC O       | 400        | Brussel - Luik - Wezet | HLE 18 + I11                                                                   | Rijdt niet in het weekend en rijdt tussen Leuven en Luik via HSL 2.                                                                                               |
| IC P       | 3000       | Gent - Sint-Niklaas - Antwerpen                                                                                             | M6 of MS96 of HLE 18 + I11 of MS08                                             | Rijdt niet in het weekend. Stopt overal tussen Lokeren en Gent-Sint-Pieters, ter vervanging van de L 26xx tussen Antwerpen en Gent die ingekort werd tot Lokeren. |
| IC Q       | 2600       | Antwerpen - Mechelen - Brussels Airport-Zaventem - Leuven - Landen                                                          | MS80                                                                           | Rijdt niet in het weekend |
| IC R       | 3400       | Brussel - Turnhout | MS80 of M6 + HLE 18                                                            | Rijdt niet in het weekend |
| IC Z       | 1200       | Den Haag HS - Rotterdam Centraal - Dordrecht - Roosendaal - Antwerpen-Centraal - Mechelen - Brussel-Centraal - Brussel Zuid | HLE 28 + ICR                                                                   | |

#### InterRegio (IR)
| Verbinding | Treinserie | Route                                                                               | Materieel                                                                       | Opmerkingen |
| ---------- | ---------- | ----------------------------------------------------------------------------------- | ------------------------------------------------------------------------------- | --- |
| IR a       | 2700       | Leuven - Mechelen - Sint-Niklaas                                                    | MS80 of MS86                                                                    | |
| IR b       | 2800       | Nijvel - Brussel - Antwerpen                                                        | MS08 of klassiek motorstel                                                      | Rijdt niet in het weekend                                                                                             |
| IR c       | 2900       | Antwerpen - Hasselt - Luik                                                          | MS80                                                                            | |
| IR d       | 3100       | Geraardsbergen / Kortrijk - Aat - Edingen - Brussel - Antwerpen                     | MS80                                                                            | Rijdt niet in het weekend                                                                                             |
| IR e       | 3200       | Antwerpen - Herentals - Neerpelt (Hamont) / Hasselt                                 | MW41                                                                            | In het weekend om de 2 uur enkel richting Neerpelt, Enkel tijdens de spitsuren in de week wordt Hamont bediend        |
| IR f       | 4100       | Kortrijk - Gent - Mechelen - Leuven                                                 | M4 of Klassiek motorstel                                                        | Rijdt in het weekend niet tussen Mechelen en Leuven                                                                   |
| IR g       | 4900       | Antwerpen - Lier - Turnhout                                                         | MS80 of M6 + HLE 18                                                             | |
| IR h       | 3500       | Gent - Brussels Airport-Zaventem                                                    | MS96, MS80, MS08 of Klassiek motorstel                                          | |
| IR i       | 3600       | De Panne - Gent - Brussel - Brussels Airport-Zaventem - Mechelen-Antwerpen-Centraal | MS96 of M6                                                                      | Rijdt in het weekend via Aalst tot Brussel-Noord. M6 vooral tijdens de spits.                                         |
| IR j       | 3700       | Quévy - Brussels Airport-Zaventem                                                   | MS96, of M6+ HLE 27 of HLE 18 (in het weekend MS80, klassiek motorstel of MS96) | Rijdt in het weekend tussen Saint-Ghislain en Leuven                                                                  |
| IR k       | 3800       | Jambes - Charleroi - Bergen - Doornik                                               | MS75                                                                            | Rijdt niet in het weekend (zie IC D)                                                                                  |
| IR l       | 3900       | Binche - Brussel - Louvain-La-Neuve-Université                                      | MS75 of HLE 18 + M6 (enkel op werkdagen)                                        | Rijdt in het weekend niet tussen Brussel en Louvain-la-Neuve-Université                                               |
| IR m       | 100/4000   | Liers - Luik - Gouvy - Luxemburg                                                    | I10 + CFL 3000                                                                  | |
| IR n       | 3300       | Brussel - Antwerpen                                                                 | HLE 21 + M5, MS08 of MS86 (in het weekend MS80                                  | |
| IR o       | 4200       | Brussel - Brussels Airport-Zaventem - Leuven/Mechelen                               | MS08 (enkel op werkdagen) of Klassiek motorstel                                 | Rijdt in het weekend door naar Mechelen in plaats van Leuven. Rijdt in de spits niet tussen Brussel en de Luchthaven. |
| IR q       | 5000       | Luik - Verviers - Aken                                                              | Klassiek motorstel                                                              | |
| IR r       | 4800       | Charleroi - Philippeville - Couvin                                                  | MW41                                                                            | Rijdt niet in het weekend                                                                                             |
| IR s       | 600        | Antwerpen - Luchtbal - Noorderkempen                                                | MS08                                                                            | Rijdt via HSL 4 |

#### Lokale treinen (L)
| Verbinding | Treinserie | Route                                              | Materieel                                                 | Opmerkingen |
| ---------- | ---------- | -------------------------------------------------- | --------------------------------------------------------- | --- |
| L          | 2700       | Antwerpen - Essen - Roosendaal                     | MS75, sporadisch MS86 of Klassiek motorstel               | |
| L          | 2900       | Antwerpen - Herentals (- Mol)                      | MW41                                                      | Rijdt niet in het weekend; rijdt buiten de spitsuren 1×/2u. tot Mol                                              |
| L          | 2800       | Antwerpen - Aarschot - Leuven                      | MS80                                                      | |
| L          | 6300       | Antwerpen - Mechelen - Brussel                     | MS86 of MS75                                              | |
| L          | 3300       | Mechelen - Vilvoorde - Etterbeek - Halle           | MS86                                                      | Rijdt niet in het weekend                                                                                        |
| L          | 3400       | Vilvoorde - Halle                                  | MS86                                                      | Rijdt niet in het weekend                                                                                        |
| L          | 3500       | Mechelen - Vilvoorde - Halle                       | MS86                                                      | Rijdt niet in het weekend                                                                                        |
| L          | 2400       | Hasselt - Aarschot - Leuven                        | MS80                                                      | Rijdt in het weekend tot Landen                                                                                  |
| L          | 3600       | 's-Gravenbrakel - Brussel - Leuven                 | Klassiek motorstel                                        | Rijdt 2×/u. in de week                                                                                           |
| L          | 5100       | Luik-Guillemins - Borgworm                         |                                                           | |
| L          | 5200       | Luik-Sint-Lambertus - Verviers-Centraal            |                                                           | |
| L          | 5400       | Welkenraedt - Verviers - Spa-Géronstère            | Klassiek motorstel                                        | |
| L          | 5300       | Luik-Guillemins - Maastricht                       | Klassiek motorstel, MS80                                  | |
| L          | 5500       | Liers - Luik - Jemelle                             | MS08                                                      | |
| L          | 500        | Mechelen - Gent - Brugge                           | MS08, MS96 (weekend), MS80, sporadisch Klassiek motorstel | Rijdt in het weekend niet tussen Mechelen en Gent.                                                               |
| L          | 900        | Brugge - Zeebrugge                                 | Klassiek motorstel                                        | |
| L          | 2500       | Antwerpen - Boom - Puurs                           | MS75                                                      | Rijdt niet in het weekend                                                                                        |
| L          | 700        | Gent - Eeklo                                       | MW41                                                      | |
| L          | 2600       | Antwerpen - Sint-Niklaas - Lokeren                 | MS75, MS86                                                | |
| L          | 5300       | Dendermonde - Brussel-Zuid                         | Klassiek motorstel, MS80, MS08                            | Rijdt niet in het weekend                                                                                        |
| L          | 5400       | Dendermonde - Brussel-West                         | Klassiek motorstel, MS80, MS08                            | Rijdt niet in het weekend                                                                                        |
| L          | 1500       | Dendermonde - Brussel - Geraardsbergen             | Klassiek motorstel, MS80, MS08                            | |
| L          | 600        | Brugge - Kortrijk                                  | Klassiek motorstel                                        | |
| L          | 1900       | Gent - Oudenaarde - Ronse                          | MW41                                                      | |
| L          | 1600       | Kortrijk - Oudenaarde - Zottegem                   |                                                           | Rijdt niet in het weekend                                                                                        |
| L          | 1700       | Aalst - Denderleeuw - Geraardsbergen               | MS08, MS86, Klassiek motorstel                            | |
| L          | 4100       | Bergen - Aat                                       |                                                           | |
| L          | 4300       | 's-Gravenbrakel - Charleroi                        | Klassiek motorstel                                        | |
| L          | 4200       | La Louvière-Zuid - Luttre                          | Klassiek motorstel                                        | |
| L          | 4400       | Bergen - Charleroi                                 | Klassiek motorstel                                        | |
| L          | 1800       | Gent - Zottegem - Geraardsbergen                   | MW41                                                      | |
| L          | 2100       | Aalst - Eigenbrakel                                |                                                           | Rijdt niet in het weekend                                                                                        |
| L          | 5600       | Hoei - Tamines                                     |                                                           | |
| L          | 4900       | Luik-Sint-Lambertus - Hoei - Statte                | Klassiek motorstel                                        | |
| L          | 4500       | Ottignies - Charleroi - Tamines                    | Klassiek motorstel, MS75                                  | |
| L          | 4700       | Charleroi - Erquelinnes                            | Klassiek motorstel                                        | |
| L          | 4600       | Charleroi - Couvin                                 | MW41                                                      | |
| L          | 6400       | Leuven - Ottignies - (Louvain-La-Neuve-Université) | Klassiek motorstel, MS08                                  | Op werkdagen tot Ottignies                                                                                       |
| L          | 6500       | Brussel - Ottignies - Louvain-La-Neuve-Université  | Klassiek motorstel, MS75                                  | |
| L          | 6200       | Louvain-La-Neuve-Université - Ottignies - Namen    | Klassiek motorstel                                        | |
| L          | 5700       | Namen - Ciney - Libramont                          |                                                           | |
| L          | 5800       | Libramont - Marbehan - Aarlen                      |                                                           | |
| L          | 5900       | Aarlen - Luxemburg                                 |                                                           | |
| L          | 5900       | Libramont - Virton - Athus - Aarlen                |                                                           | Rijdt in het weekend niet tussen Virton en Aarlen                                                                |
| L          | 6000       | Libramont - Dinant                                 |                                                           | |
| L          | 2000       | Aalst - Jette - Brussel                            | Klassiek motorstel                                        | |
| L          | 2200       | Brussel - Denderleeuw - Zottegem                   | Klassiek motorstel                                        | Rijdt niet in het weekend, tijdens de spitsuren rijdt een deel van de trein tussen Denderleeuw en Geraardsbergen |